# Cayo Horacio Pulvilo
Cayo Horacio Pulvilo (en latín, Gaius Horatius Pulvillus; f. 453 a. C.) fue un cónsul romano en el año 477 a. C., junto con Tito Menenio Lanato. Se supone que era hijo del consul suffectus del año 509 a. C., Marco Horacio Pulvilo. Pulvilo era el nombre de una distinguida familia de la gens Horacia. 

## Carrera política
Durante su consulado, Cayo Horacio Pulvilo fue enviado a continuar la guerra contra los volscos, pero tuvo que regresar para hacer frente a los etruscos, quienes habían tomado posesión del Janículo y cruzado el Tíber, después de obtener dos victorias: ante los Fabios en Crémera y, posteriormente, frente al cónsul Tito Menenio Lanato. 
En una primera batalla, en que Horacio luchó con los etruscos cerca del templo de la Esperanza, ninguna de las partes obtuvo ventaja; pero en la segunda, que tuvo lugar en la puerta Colina, los romanos fueron ligeramente superiores.
Horacio fue cónsul por segunda vez veinte años después, en 457 a. C. con Quinto Minucio Esquilino Augurino. Llevó a cabo la guerra contra los ecuos, a quienes derrotó, y destruyó Corbión. Murió en 453 a. C., año en el que hubo una gran peste en Roma por la que perecieron muchos hombres. Fue elegido augur.